# Divizia 19 Infanterie (1916-1918)
Divizia 19 Infanterie a fost o mare unitate de nivel tactic care s-a constituit la 27 august 1916, prin resubordonarea unor unități de rezervă din organica altor divizii de infanterie.:Anexa 10, p. 9
Divizia  a făcut parte din organica Armatei 3. La intrarea în război, Divizia 19 Infanterie a fost comandată de generalul de brigadă Nicolae Arghirescu. Divizia a participat la acțiunile militare pe frontul românesc, în perioada: 14/27 august 1916 – 13/26 octombrie 1916. În urma pierderilor suferite, la 13/26 octombrie trupele Diviziilor 9 și 19 Infanterie au fost contopite formând Divizia 9/19 Infanterie. După Bătălia pentru București, la 22 noiembrie/4 decembrie rămășițele trupelor Diviziei 9/19 intră în compunerea Diviziei 21 Infanterie.

## Ordinea de bătaie la mobilizare
Divizia 19 Infanterie nu era prevăzută a se înființa la mobilizare. La declararea mobilizării, la 27 august 1916, Marele Cartier General a decis ca trupele aflate în acoperire pe frontiera sudică a Dobrogei să fie constituite într-o divizie de infanterie de sine stătătoare, în subordinea Corpului VII Armată, alături de Divizia 17 Infanterie și Divizia 9 Infanterie. Corpul VII Armată era comandat de generalul de divizie Ioan Rașcu, eșalonul superior fiind Armata 3, comandată de generalul de divizie Mihail Aslan 
Ordinea de bătaie a diviziei era următoarea:

- Divizia 19 Infanterie

- Brigada 17 Infanterie

- Regimentul 40 Infanterie
- Regimentul 9 Vânători

- Brigada 5 Mixtă

- Regimentul 39 Infanterie
- Batalionul IV/Regimentul 33 Infanterie
- Batalionul IV/Regimentul 73 Infanterie
- Batalionul IV/Regimentul 34 Infanterie
- Batalionul IV/Regimentul 74 Infanterie

- Brigada 6 Mixtă

- Batalionul IV/Regimentul 24 Infanterie
- Batalionul IV/Regimentul 64 Infanterie
- Batalionul IV/Regimentul 12 Infanterie
- Batalionul IV/Regimentul 52 Infanterie
- Batalionul IV/Regimentul 11 Infanterie
- Batalionul IV/Regimentul 51 Infanterie

- Divizionul 5 Artilerie de 87 mm
- Divizionul 6 Artilerie de 87 mm
- 1 baterie din Regimentul 20 Artilerie
- 2 baterii de 57 mm
- 1 baterie de 53 mm
- Capul de pod Cernavodă

- Batalionul IV/Regimentul 39 Infanterie
- Batalionul de miliții Constanța

## Reorganizări pe perioada războiului
La mijlocul lunii septembrie 1916, Divizia 19 Infanterie a fost reorganizată, astfel::p. 196
- Divizia 19 Infanterie

- Brigada 17 Infanterie

- Regimentul 40 Infanterie
- Regimentul 9 Vânători

- Brigada 5 Mixtă

- Regimentul 39 Infanterie

- Batalionul IV/Regimentul 33 Infanterie
- Batalionul IV/Regimentul 73 Infanterie
- Batalionul IV/Regimentul 34 Infanterie
- Batalionul IV/Regimentul 74 Infanterie

- Regimentul 39 bis Infanterie

- Batalionul IV/Regimentul 24 Infanterie
- Batalionul IV/Regimentul 64 Infanterie
- Batalionul IV/Regimentul 12 Infanterie
- Batalionul IV/Regimentul 52 Infanterie

- 1 baterie din Regimentul 20 Artilerie
- 2 baterii de 57 mm
- 1 escadron de cavalerie

## Comandanți
Pe perioada desfășurării Primului Război Mondial, Divizia 19 Infanterie a avut următorii comandanți:
| Gradul             | Numele                  | Perioada                           | Imagine |
| ------------------ | ----------------------- | ---------------------------------- | ------- |
| General de brigadă | Nicolae Arghirescu      | 15 august 1916 - 25 august 1916    |         |
| General de brigadă | Constantin Scărișoreanu | 25 august 1916 - 13 octombrie 1916 |         |